# 西门外站
西门外站是青岛地铁6号线的地铁车站，位于中华人民共和国山东省青岛市黄岛区胶州湾东路与海港路交叉口西侧，于2024年4月26日开通。

## 车站结构
西门外站位于胶州湾东路与海港路交叉口西侧，沿胶州湾东路设置，呈东西走向，为地下两层岛式站台车站，车站长247.8米，标准段宽19.5米，车站地下一层为站厅层，地下二层为站台层，站台设置全高站台门。车站东侧设有一条存车线。
| 地面              | 出入口 | B、C、D出入口 |
| 地下一层          | 站厅   | 客服中心、自动售票机、验票机                                                                                        |
| 地下二层          | 站台   | \| \| \| 6号线往灵山湾（毛家山（黄海学院）） \| \| 島式 · 開左邊车门 \| \| \| \| \| \| 6号线往横云山路（北门外） \| |
|                   |        | 6号线往灵山湾（毛家山（黄海学院））                                                                                 |
| 島式 · 開左邊车门 |        | |
|                   |        | 6号线往横云山路（北门外）                                                                                           |

## 出入口
西门外站目前开放3个出入口，各出口及周围设施如下所示：
| 编号                | 指示           | 建议前往的目的地 | 图片 |
| ------------------- | -------------- | ---------------- | ---- |
| B · 出口            | 胶州湾东路(北) | 毛家山景区       |      |
| C · 出口            | 胶州湾东路(南) |                  |      |
| D · 出口 · （设有） | 胶州湾东路(南) |                  |      |
| 图例： 设有         |                |                  |      |

## 接驳交通

### 公交车
- 青岛小镇：黄岛33路，黄岛42路，黄岛67路

## 车站历史
本站工程名与公示名为海港路站，正式站名为西门外站，以车站所处的西门外村命名。
- 2024年4月26日，车站随6号线一期通车开通[1]。